# 馬龍尼禮天主教蒙特婁聖馬龍教區
馬龍尼禮天主教蒙特婁聖馬龍教區（拉丁語：Eparchia Sancti Maronis Marianopolitana Maronitarum）是東儀天主教以加拿大魁北克最大城市蒙特利爾為中心的一個教區（馬龍尼禮教會），直屬教廷。
教區成立於1982年8月27日，2010年有教友81,000人。教區下轄十二個堂區，有十九名司鐸。現任教區主教為保祿-馬萬·塔貝特。